# Colossendeis minor
Colossendeis minor är en havsspindelart som beskrevs av Schimkewitsch, W. 1893. Colossendeis minor ingår i släktet Colossendeis och familjen Colossendeidae. Inga underarter finns listade i Catalogue of Life.